# Limnaecia hemimitra
Limnaecia hemimitra là một loài bướm đêm thuộc họ Cosmopterigidae. Nó được tìm thấy ở Úc.